# 白结螺
白结螺（学名：Drupella cornus），是新腹足目骨螺科梭岩螺属的一种。主要分布于中国大陆、印度尼西亚、台湾，常栖息在潮间带岩礁、浅海。